# Saigō Tsugumichi

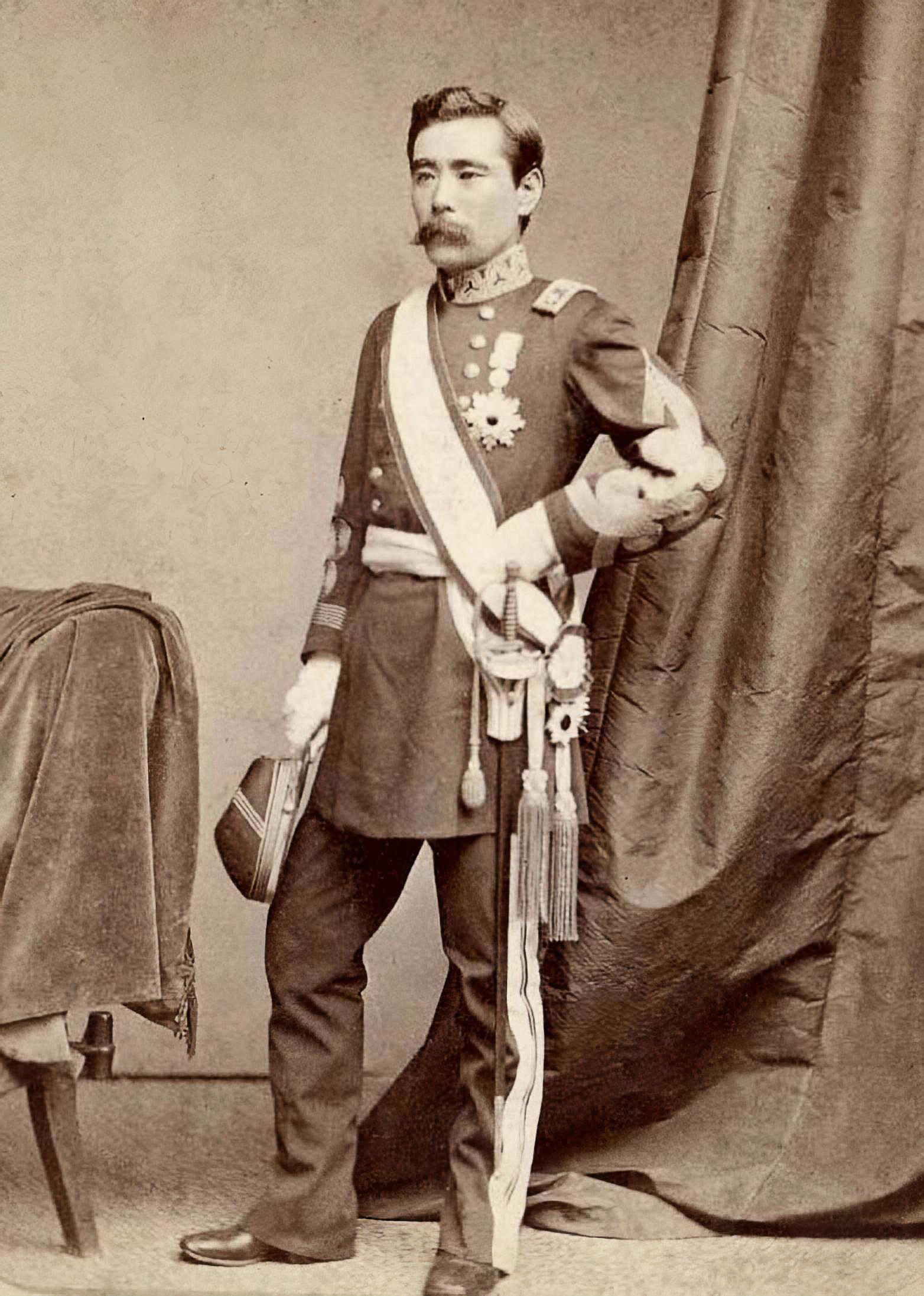
Saigō Tsugumichi, (1876)

Le marquis Saigō Tsugumichi (西郷 従道, 1er juin 1843 – 18 juillet 1902) est un gensui (équivalent de maréchal dans la marine japonaise) et ministre d'État japonais de l'ère Meiji.

## Carrière militaire, politique et ministérielle dans l'Empire du Soleil Levant
En 1868, en parfaite symbiose avec son frère Saigō Takamori, Yorimitchi Saigo contribue à l'abolition du Shogunat pour faire en sorte que le dernier Shogun Yoshinobu Tokugawa (1837-1913), battu à Fushimi (27 janvier 1868) pendant la Guerre de Boshin, s'efface devant le Mikado. Il voyage avec Yamagata Aritomo en 1869 en Europe pour y découvrir les sciences, les techniques et les armées du vieux continent.
Il aura la charge du commandement en chef des forces de Tokyo à son retour ; en 1873, il devient vice-ministre de la guerre lors des incidents de Corée qui aboutirent au Traité de Ganghwa et en 1874, il prendra la tête de l'expédition de Formose.
En 1877, ministre de la guerre, pendant le soulèvement et la rébellion de Satsuma dirigés par son frère Saigō Takamori, il reste fidèle à l'Empereur. Il prend à la suite le poste de Ministre de l'Instruction publique et, en 1879, il occupe à nouveau la fonction de ministre de la guerre. En 1880, il est ministre des Affaires coloniales et, en 1885, devient ministre de la Marine.
En 1890, il est ministre de l'Intérieur ; il donne sa démission à la suite de l'attentat contre le prince héritier de Russie, le futur Tsar Nicolas II de Russie. En 1892, il occupe de nouveau le portefeuille de ministre de la marine, qu'il garde dix ans. Il est le ministre de la marine nippon qui fera le plus pour le développement de la puissance maritime défensive du Japon. Il aura des liens privilégiés et des rencontres multiples, de 1886 à 1890, avec l'ingénieur général du Génie maritime Louis-Émile Bertin, créateur de la marine militaire du Japon et des arsenaux de Kure et de Sasebo, réorganisateur de l'arsenal de Yokosuka. Il rencontra aussi, à plusieurs reprises, pour des entretiens diplomatiques, l'amiral Henri Rieunier commandant en chef de la division navale des mers de Chine et du Japon de 1885 à 1887. En 1892, il est nommé membre du Conseil privé. Il est nommé Gensui, le plus haut titre de la marine impériale japonaise, le 20 janvier 1898.
Décédé en 1902, il repose au cimetière Tama de Fuchū.

## Hommages

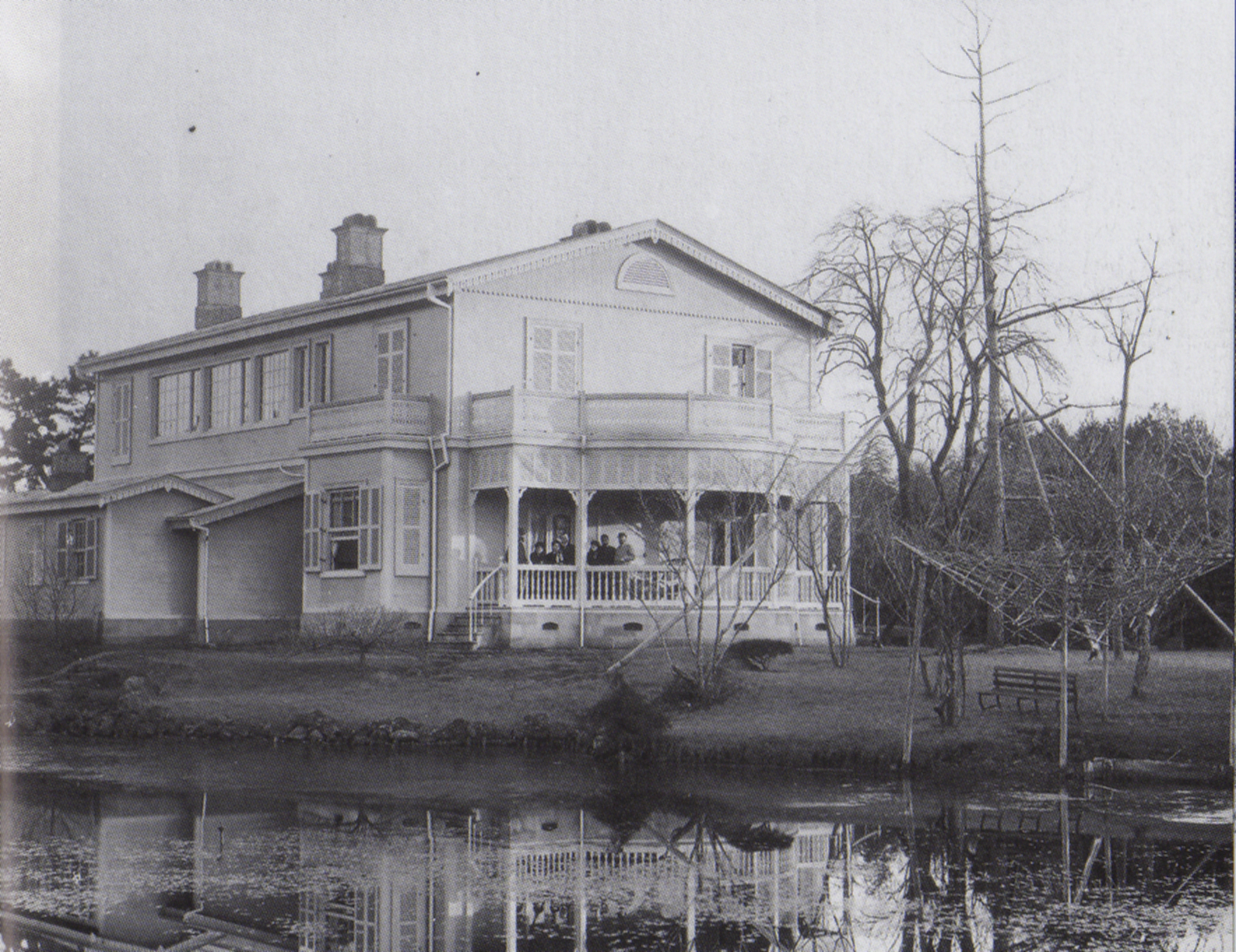
La maison photographiée en 1882 par Hugues Krafft.

La maison qu'il a habité à Meguro a été classée comme Bien culturel important et se trouve actuellement au musée Meiji mura à Inuyama.
- Chevalier de l'Ordre du Chrysanthème ;
- Marquis, 1894 ;
- Grand-officier de la Légion d'honneur ;
- Ordre de l’Aigle noir ;
- Ordre des Saints-Maurice-et-Lazare.